# Berberian Sound Studio
Berberian Sound Studio är en brittisk skräckfilm från 2012, regisserad av Peter Strickland.
Filmen utspelar sig på 1970-talet. Gilderoy, en försynt brittisk ljudläggare, arbetar med den italienska giallo-filmen The Equestrian Vortex. Produktionen är kaosartad. Ljudteknikerna är odugliga och skådespelarna gör inte sitt jobb. Filmledningen kommer med oklara besked om vad filmen ens handlar om. Arbetet gör ett mardrömslikt intryck på Gilderoy. Så småningom börjar han förlora fotfästet – film och verklighet smälter samman.
När filmen släpptes hade övergången till digitalbio nästan fullbordats. Berberian Sound Studio är en slags kärleksförklaring till analoga medier. Det var även en av de sista filmerna som fortfarande distribuerades via 35 mm film när den gick på bio i Sverige.

## Rollista (i urval)
- Toby Jones – Gilderoy